# Cień (film 1994)
Cień (tytuł oryginalny The Shadow) – amerykański, film fabularny (fantasy), na podstawie serii komiksów Waltera B. Gibsona.

## Opis fabuły
Nowy Jork, lata 30. XX wieku. Miastu zagraża Shiwan Khan – przywrócony do życia demoniczny mistrz tajemniczych sztuk walki. „Cień” – tajemniczy mściciel, obdarowany nadprzyrodzonymi mocami obrońca pokrzywdzonych musi stanąć do najstraszniejszej walki w swoim życiu. „Cień” za dnia elegancki biznesmen, w nocy zamaskowany mściciel, dysponując mocą sugestii i niewidzialności, dzięki której może skutecznie rozprawiać się z wszelkiego rodzaju przestępcami, odkupuje swoje czyny z przeszłości.

## Obsada
- Alec Baldwin – Lamont Cranston/Cień
- John Lone – Shiwan Khan
- Penelope Ann Miller – Margo Lane
- Peter Boyle – Moe Shrevnitz
- Ian McKellen – dr Reinhardt Lane
- Tim Curry – Farley Claymore
- Jonathan Winters – Wainwright Barth
- Sab Shimono – dr Roy Tam
- Andre Gregory – Burbank
- James Hong – Li Peng
- Joseph Maher – Isaac Newbolt
- James Lew – Mongoł
- Larry Hankin – taksówkarz
- Raul Reformina – Chińczyk
- John Kapelos – Duke Rollins
- Leo Lee – Mongoł
- Woon Young Park – Tybetański porywacz/Mongoł
- Kathy Lee Doherty – Chinka
- Brady Tsurutani – Tulku
- Jen Sung Outerbridge – Mongoł
- Brian Khaw – Tybetański porywacz
- James Alan – gazeciarz
- Ethan Phillips – Nelson
- Arsenio 'Sonny' Trinidad – Wu
- Al Goto – Mongoł
- Nathan Jung – Tybetański porywacz
- Linda Atkinson – Madam
- Aaron Lustig – doktor
- Billy Wong – Mongoł
- Al Leong – Tybetański kierowca